# كلارا بيل
كلارا بيل (بالإنجليزية: Clara Bell)‏ (و. 1834 – 1927 م) هي مترجمة، ولغوية بريطانية، ولدت في وستمنستر، توفيت عن عمر يناهز 93 عاماً.